# Adam Maher
Adam Maher (født 20. juli 1993) er en hollandsk fodboldspiller, der spiller som midtbanespiller hos Damac. Tidligere har han repræsenteret blandt andet AZ og PSV Eindhoven.

## Klubkarriere

### AZ Alkmaar
Maher havde spillet 6 år for klubbens ungdomshold, indtil han i 2010 blev tilbudt en professionel kontrakt.
Den 15. december 2010 fik Maher sin debut imod BATE Borisov i UEFA Europa League 2010-11, hvor han blandt andet bidragede med et mål.
Maher blev dermed den yngste hollandske spiller til at score i Europa League. Han nåede at score 12 mål i 66 ligakampe for klubben.

### PSV Eindhoven
Den 1. juli 2013 blev det bekræftet, at Maher skiftede til PSV Eindhoven. Han blev købt for ca. €6.5 millioner, og skrev under på en 5-årig lang kontrakt.
Den 1. december 2013 scorede Maher sit første mål for klubben i 3-1 nederlaget mod Feyenoord. Han scorede i 21' minut til 1-0.

## Landshold
Maher har (pr. 19. november 2013) spillet fem kampe for Hollands landshold. Maher fik sin debut i en venskabskamp imod Bayern München. Han har derudover spillet adskillige kampe for de hollandske ungdomslandshold, som f.eks. U15, U16, U17, U19, U21 landsholdende.

## Artikler
- PSV køber eftertragtet stortalent Arkiveret 3. december 2013 hos  Wayback Machine
- PSV køber hollandsk supertalent
- Chelsea forhandler med hollandsk stjernefrø
- Stjernefrø flirter med Ajax
- Offensiv komet vælger Oranje